# Francesco Terzio

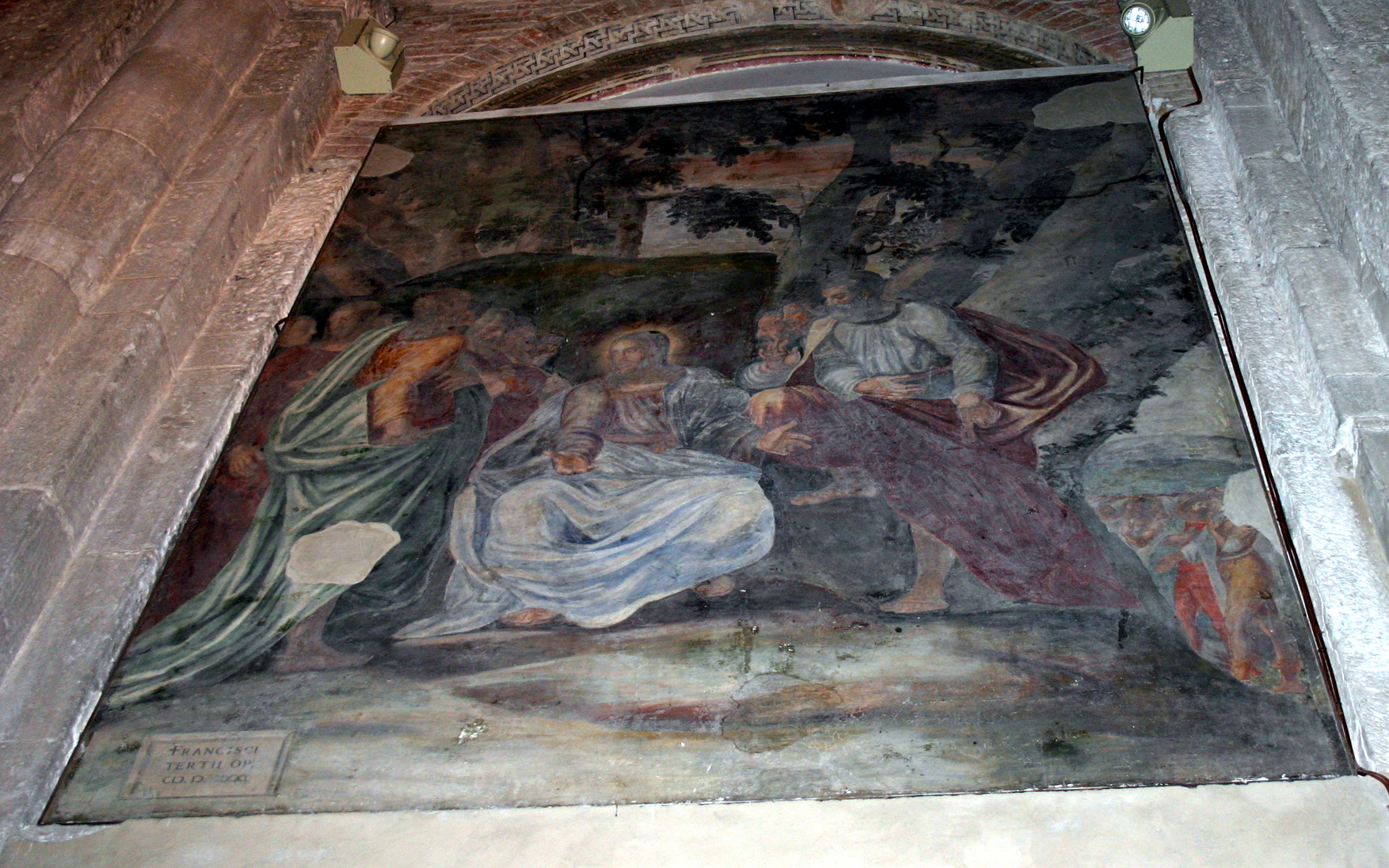
Chorfreske der Kirche San Simpliciano in Mailand, (Fotograf: Giovanni Dall’Orto)

Francesco Terzio (* um 1523 in Bergamo; † 20. August 1591 in Rom) war ein italienischer Maler, Radierer und Graveur. Er arbeitete die meiste Zeit seines Lebens als Maler am Hof des Kaisers Maximilian II. in Wien. Von ihm stammen viele Familienporträts der Habsburger.

## Leben

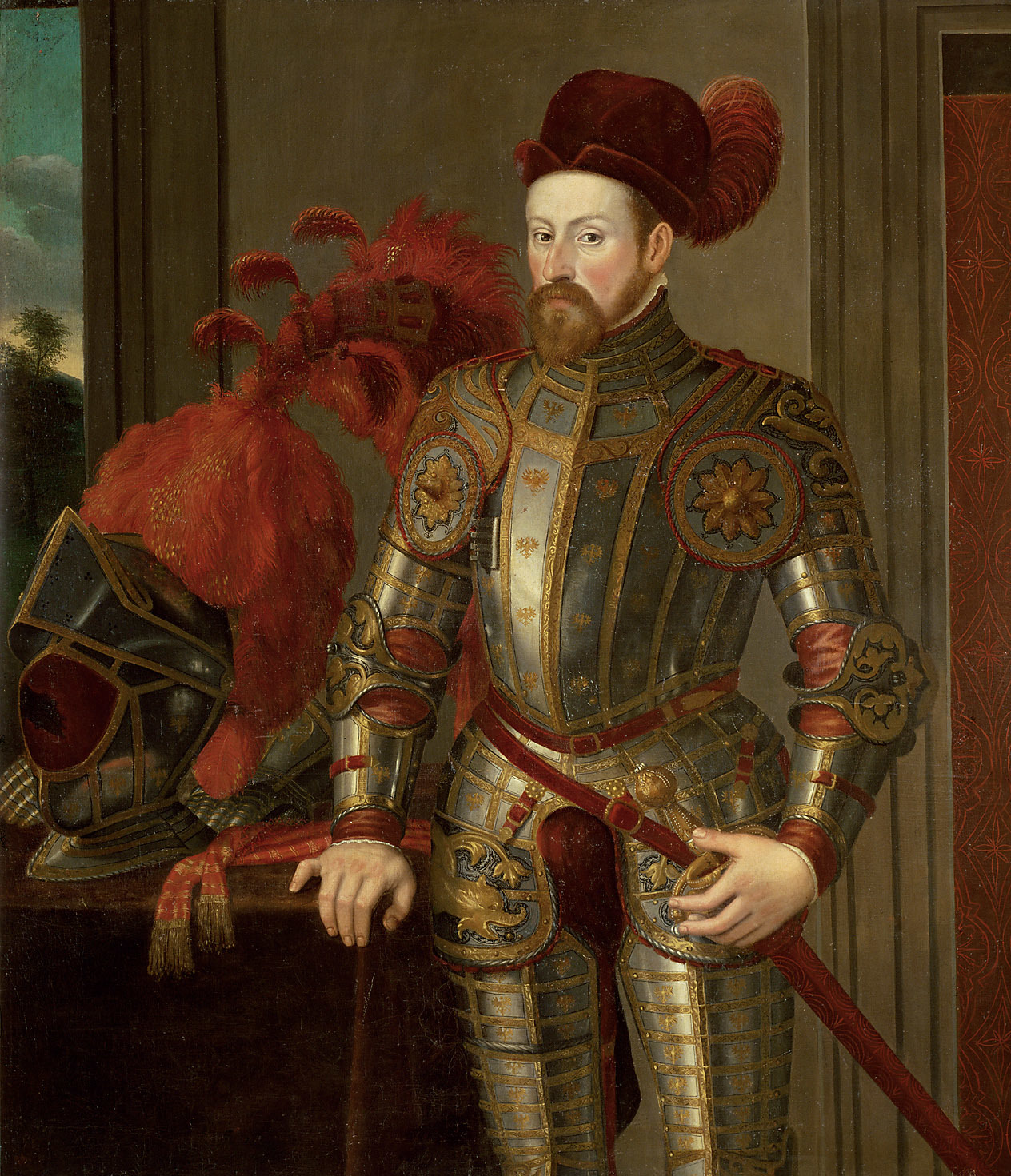
Erzherzog Ferdinand II.

Terzio entstammte einer in Bergamo ansässigen adeligen Familie und war der Sohn des Cristoforo Baltreschini de Tertio. 1551 kam er nach Österreich, um dort als Hofkünstler des Erzherzogs Ferdinand II. zu arbeiten. In den folgenden Jahren wechselte Terzio mehrfach zwischen Wien und Prag, den Residenzen der Habsburger, um verschiedene Aufträge für das Kaiserhaus auszuführen. Als Hofkünstler begab er sich mindestens einmal 1557 nach Bergamo. Dort schloss Terzio einen Vertrag mit den Eltern des Francesco Gozzi, um ihn als Schüler mitzunehmen, und fertigte im Palazzo Conte Grumelli ein Deckengemälde.
In Wien lassen sich Ganzkörperporträts Kaiser Ferdinands I., der Kaiserin Isabella und der Kaiserin Anna mit Töchtern finden. 1553 schuf Terzio ein Familienporträt mit dem späteren Kaiser Maximilian II., das sich heute im Schloss Ambras bei Innsbruck befindet, sowie die Porträts der vier Schwestern Erzherzog Ferdinands. 1556 fertigte er für den zu diesem Zeitpunkt noch König Ferdinand drei Gemälde an, die für die Schlosskapelle in Linz bestimmt waren.
In den Jahren zwischen 1560 und 1563 bemalte Terzio auf Wunsch Kaiser Ferdinands I. die Orgel in der Hofkirche zu Prag. 1562 entwickelte er verschiedene Entwürfe des Singenden Brunnens im Prager Hofgarten. Der Auftrag für den Brunnen kam erneut von Kaiser Ferdinand I., während Erzherzog Ferdinand II. den Bau beaufsichtigte. 1564 wurde er auf eigenen Wunsch von Erzherzog Ferdinand als Hofkünstler entlassen.
An der Gestaltung der 1570 in Prag herausgegebenen Böhmischen Bibel war Terzio mit Illustrationen beteiligt, wie einige seiner Monogramme auf Formschnitten zeigen. In Bergamo führte Terzio zwei Altarbilder für die Kirche San Francesco aus, die 1579 bestellt worden waren. Nach 1580 hielt er sich wahrscheinlich in Venedig auf, wo er im Dogenpalast an der Dekoration des Sala dello Scrutinio mitarbeitete. Im August 1581 vollendete Terzio zwei Bilder für das Presbyterium von San Simpliciano in Mailand.
Seine letzten Lebensjahre verbrachte Terzio in Rom, wo er 1590 Mitglied der Congregazione dei Virtuosi al Panteon (Versammlung der Meister im Pantheon) wurde.

## Werke (Auswahl)
- Porträt des Erzherzogs Ferdinand II., Kniestück in Adlerrüstung (um 1550)
- Porträt der Erzherzogin Johanna, Großherzogin von Toskana, Bildnis in ganzer Figur (1565)
- Entwurf des Hochgrabes für Maximilian I. in der Innsbrucker Hofkirche (vor 1558)
- König Philipp I. von Spanien, Arciduca filippo po. Re di Spagna, Kupferstich (1569)
- Kupferstich des Erzherzogs Friedrich III. (1569)
- Kupferstich des Kaisers Ferdinand I. (1569)
- Gaspare Oselli, Francesco Terzio: Francisci Tertii Bergomatis Sereniss. Ferdinandi Archidvcis Avstriae … pictoris avlici … Avstriacae Gentis imaginvm pars … Band 1–5, Oeniponti (Innsbruck) 1569–1573.
  - Band 1, 1569, urn:nbn:de:hbz:061:1-106189
  - Band 2, urn:nbn:de:hbz:061:1-106767
  - Band 3, urn:nbn:de:hbz:061:1-106775
  - Band 4, 1571, urn:nbn:de:hbz:061:1-106787
  - Band 5, 1573, urn:nbn:de:hbz:061:1-108162